# Parti de l'unité nationale et du progrès
Le Parti de l'unité nationale et du progrès (en anglais : Party of National Unity and Progress, PNUP) est un parti politique de la Zambie. Le parti est lancé en mai 2017 sous le nom de « Parti de l'unité nationale » (en anglais : Party of National Unity PUN). Il est relancé et prend son nom actuel en janvier 2021,.
Le parti est dirigé par l'économiste Highvie Hamududu (en),. Lors des élections législatives de 2021, le PNUP remporte un unique siège à l'Assemblée nationale dans la circonscription de Nalolo,.

## Résultats électoraux

### Élection présidentielle
| Élection | Candidat              | 1er tour | 1er tour | 2d tour | 2d tour | Résultat |
| Élection | Candidat              | Votes    | %        | Votes   | %       | Résultat |
| -------- | --------------------- | -------- | -------- | ------- | ------- | -------- |
| 2021     | Highvie Hamududu (en) | 10 480   | 0,22     | –       | –       | Non Élu  |

### Élections législatives
| Année | Voix   | %    | Élus    | Rang |
| ----- | ------ | ---- | ------- | ---- |
| 2021  | 13 178 | 0,27 | 1 / 167 | 6e   |